# Лиль-Мариво, Жан де
Жан де Лиль-Мариво (фр. Jean de l'Isle-Marivaux; ум. 2 августа 1589, под Парижем) — французский гвардейский офицер.

## Биография
Четвертый сын Жана де Лиля, сеньора де Мариво, и Элен д'Апремон, дамы де Трассерё, младший брат Клода де Лиля.
Капитан гвардии короля Генриха III, после смерти которого прославился дуэлью с сеньором де Маролем. Мариво выступал в этом поединке как представитель двора, а его противник представлял Католическую лигу. Дуэль состоялась в среду 2 августа 1589, спустя три или четыре часа после кончины монарха, за садом картезианцев у самых ворот осажденного Парижа, на виду у обеих противоборствовавших армий («в присутствии всех сил королевства», по выражению Пьера де л'Этуаля).
После обсуждения всех рыцарских формальностей противники сошлись в конном бою на копьях. Мариво нанес удар первым и его копье сломалось при ударе о кирасу Мароля, сумевшего при этом удержаться в седле. Лигер тотчас развернулся и нанес ответный удар, пришедшийся его противнику прямиком в глаз. Железный наконечник копья вошел в голову, которую Мариво «из-за чрезмерной уверенности в своей силе и побед, одержанных ранее в подобных боях» не посчитал нужным защитить шлемом.
Это событие вызвало множество пересудов и проповедники Лиги толковали его как предзнаменование неизбежного крушения «партии Беарнца», но, как написал в связи с этим современник, «мы живы и увидим» (mais vivons & nous verrons) что будет.
Сам Жан де Лиль, скончавшийся через несколько часов после поединка, сказал стоявшим возле его ложа: «Мне нисколько не жаль умереть, ведь мой король умер». Пьер де Л'Этуаль пишет, что «при этих словах те из союза, кто не знал, правда ли, что Генрих III мертв, возрадовались тогда этой новости и вместо того, чтобы устроить службу и просить Бога о душе их короля, зажгли праздничные огни и, чтобы показать свою радость, сняли черные перевязи, которые носили со дня смерти господ де Гизов, и надели зеленые в знак празднества».
Жена: Рене де Турнемин, маркиза де Коэтмюр, дочь Жака де Турнемина, маркиза де Коэтмюра, и Люкрес де Роган-Гемене. Брак бездетный. Вторым браком вышла за Александра де Вьёпона, сеньора де Нёбура